# Issaka Daboré
Issaka Daboré (także Issaka Daborg ur. 1940 w Dingazi Banda, zm. 25 grudnia 2021 w Niamey) – nigerski bokser wagi lekkopółśredniej. Uczestnik letnich igrzysk olimpijskich w Tokio i letnich igrzysk olimpijskich w Meksyku. W 1972 roku na letnich igrzyskach olimpijskich w Monachium zdobył brązowy medal. Jest to pierwszy medal olimpijski zdobyty przez reprezentanta Nigru.
W 1965 wywalczył tytuł wicemistrza igrzysk afrykańskich, ten sam tytuł otrzymał w 1973 roku.